# SZNZ: Summer
SZNZ: Summer es el octavo EP de la banda estadounidense Weezer. como el segundo de los cuatro EPs en su proyecto SZNZ (pronunciado "Seasons"). Fue lanzado el 21 de junio de 2022 a través de Crush Music y Atlantic Records. Se lanzó una versión física en CD más tarde ese mismo año, y se planea un lanzamiento en vinilo para el invierno de 2023. El EP recibió un sencillo, titulado "Records".

## Antecedentes
Rivers Cuomo describió el sonido del EP como "90s del siglo 21". Esteticamente, conecto el proyecto con 44 AC al final de la república Romana, con una emoción de "indignación juvenil ".

## Lanzamiento
El 16 de junio de 2022, Weezer lanzó el sencillo principal, "Records", en una aplicación llamada "Human Record Player".La aplicación reproduciría la canción una vez que el usuario girara en el sentido de las agujas del reloj como un tocadiscos. SZNZ: Summer se lanzó oficialmente el 21 de junio de 2022, el día del solsticio de verano.

## Lista de canciones
Todas las canciones escritas y compuestas por Rivers Cuomo, excepto donde se indique. 
| N.º | Título                          | Duración |  |
| 1.  | «Lawn Chair»                    | 2:04     |  |
| 2.  | «Records»                       | 3:28     |  |
| 3.  | «Blue Like Jazz»                | 3:12     |  |
| 4.  | «The Opposite Of Me»            | 3:30     |  |
| 5.  | «What's the Good of Being Good» | 4:02     |  |
| 6.  | «Cuomoville»                    | 3:16     |  |
| 7.  | «Thank You and Good Night»      | 4:05     |  |

| Pista extra exclusiva en vinilo |          |          |  |
| N.º                             | Título   | Duración |  |
| 8.                              | «Portia» |          |  |

## Personal
Weezer
- Brian Bell - guitarra, coros
- Rivers Cuomo - guitarra, voz
- Scott Shriner - bajo, coros
- Patrick Wilson - batería